# Theonomie
Die Theonomie (von altgriechisch ϑεός theos, deutsch ‚Gott‘ und νόμος nomos, deutsch ‚Gesetz‘) beschreibt in der christlichen Ethik (nach Graf, s. u.) die Unterwerfung von Handlungen unter Gottes Gesetze als Autorität. In der Theonomie ist Gott die einzige Quelle für human-ethische Reflexionen. In der christlichen Theonomie ist die Bibel die einzige oder wichtigste Quelle für ethische Gedanken. Der Grund dafür liegt hier in der Ansicht, dass die Menschen Gott gehören, weil Gott die Erde wie die Menschen erschaffen hat. Theonomische Dogmatik ist ein Bestandteil der calvinistischen Föderaltheologie insbesondere angelsächsischer Prägung.
Das Gegenteil von Theonomie ist auch der Antinomismus oder die Autonomie.